# Magdalena Georgiewa
Magdalena Stojanowa Georgiewa (bułg. Магдалена Стоянова Георгиева, ur. 7 grudnia 1962 w Brestowicy) – bułgarska wioślarka. Brązowa medalistka olimpijska z Seulu.
Zawody w 1988 były jej jedynymi igrzyskami olimpijskimi. W Seulu brązowy medal zdobyła w jedynce. Brała udział w kilku edycjach mistrzostwach świata, w różnych konkurencjach. W jedynce była mistrzynią świata w 1987 i srebrną medalistką w 1986, a w dwójce podwójnej w 1985 i 1989 zdobyła brąz. W 1989 była ponadto trzecia w czwórce podwójnej.